# Gandhi Nagar
Gandhi Nagar (o Gandhinagao) è una suddivisione dell'India, classificata come town panchayat, di 9.708 abitanti, situata nel distretto di Vellore, nello stato federato del Tamil Nadu. In base al numero di abitanti la città rientra nella classe V (da 5.000 a 9.999 persone).

## Geografia fisica
La città è situata a 13° 0' 23 N e 80° 15' 15 E e ha un'altitudine di 10 m s.l.m..

## Società

### Evoluzione demografica
Al censimento del 2001 la popolazione di Gandhi Nagar assommava a 9.708 persone, delle quali 4.623 maschi e 5.085 femmine. I bambini di età inferiore o uguale ai sei anni assommavano a 714, dei quali 372 maschi e 342 femmine. Infine, coloro che erano in grado di saper almeno leggere e scrivere erano 8.754, dei quali 4.198 maschi e 4.556 femmine.